# Artapherne

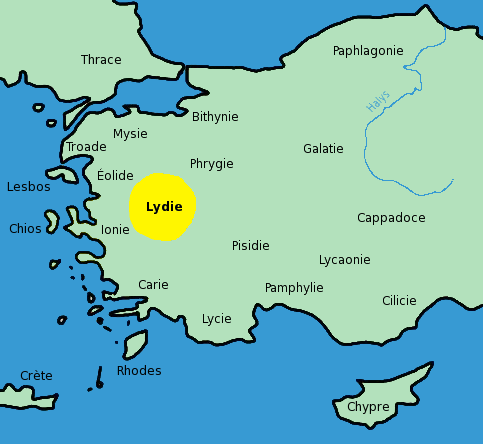
Position de la Lydie en Asie Mineure.

Artapherne ou Artaphernès (en grec ancien Ἀρταφρένης / Artaphernês) est un noble perse nommé satrape de Lydie par le Grand Roi Darius en 510 av. J.-C..

## Biographie
Son nom Artapherne est une transcription grecque du nom perse Irdanirpa dont l'existence est attestée par les archives administratives de Persépolis.
Selon Hérodote, il disposait d'une autorité étendue à « tous les pays maritimes d'Asie » (cf. carte). C'est donc contre lui qu'est dirigée la révolte de l'Ionie en -498.
Préoccupé par les affaires grecques, il accueille Hippias, tyran d'Athènes chassé par son peuple, à sa cour. Vers -500, le tyran de Milet Aristagoras le convainc de participer à un raid contre l'île de Naxos mais après plusieurs mois de siège l'entreprise tourne court. Aristagoras, tombé en disgrâce et sommé de rembourser les frais engagés par Artapherne, pousse l'Ionie à la révolte.
En -499, Artapherne subit une offensive des Ioniens révoltés alliés à Érétrie et Athènes sur sa capitale Sardes. Replié dans l'acropole, il parvient à les repousser mais ne peut les empêcher de piller et incendier la ville basse. Il prend sa revanche à Éphèse en écrasant les alliés grecs ce qui met fin à l'intervention d'Athènes. Après plusieurs années de guerre, Artapherne parvient à mater l'insurrection. Lors de la prise de Milet, il la fait raser et déporte sa population.
Discrédité par l'ampleur de la révolte, Artapherne doit déjouer un complot de ses officiers et procède à de nombreuses exécutions. Après la phase de reconquête brutale, il fait preuve de mesure en laissant leur autonomie aux cités grecques qui s'étaient révoltées et en leur imposant un tribut modéré.
Son fils, qui porte son nom Artapherne, participe aux guerres médiques sous la direction de Xerxès Ier.

## Dans la culture contemporaine

### Jeu vidéo
- Artapherne est l'un des protagonistes du début de la campagne du DLC Chronicles: Battle for Greece d'Age of Empires II: DE, qui retrace la révolte de l'Ionie, les guerres médiques et la guerre du Péloponnèse.

#### Sources antiques
- Hérodote, Histoires [détail des éditions] [lire en ligne], Ve siècle av. J.-C.
- Diodore de Sicile, Bibliothèque historique [détail des éditions] [lire en ligne], Ier siècle av. J.-C.

#### Ouvrages contemporains
- Pierre Briant, Histoire de l'empire perse, Fayard, 1996.